# Каша

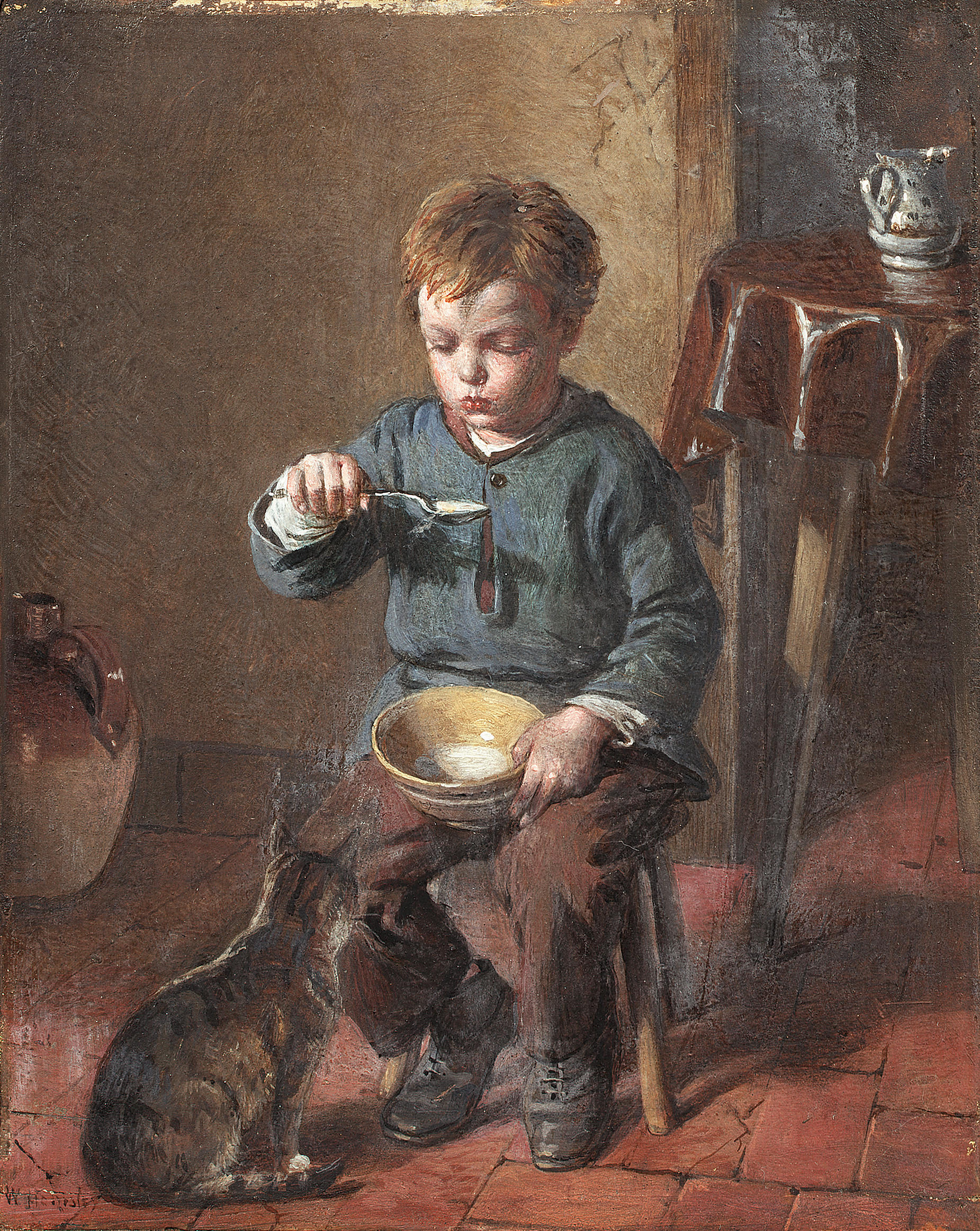

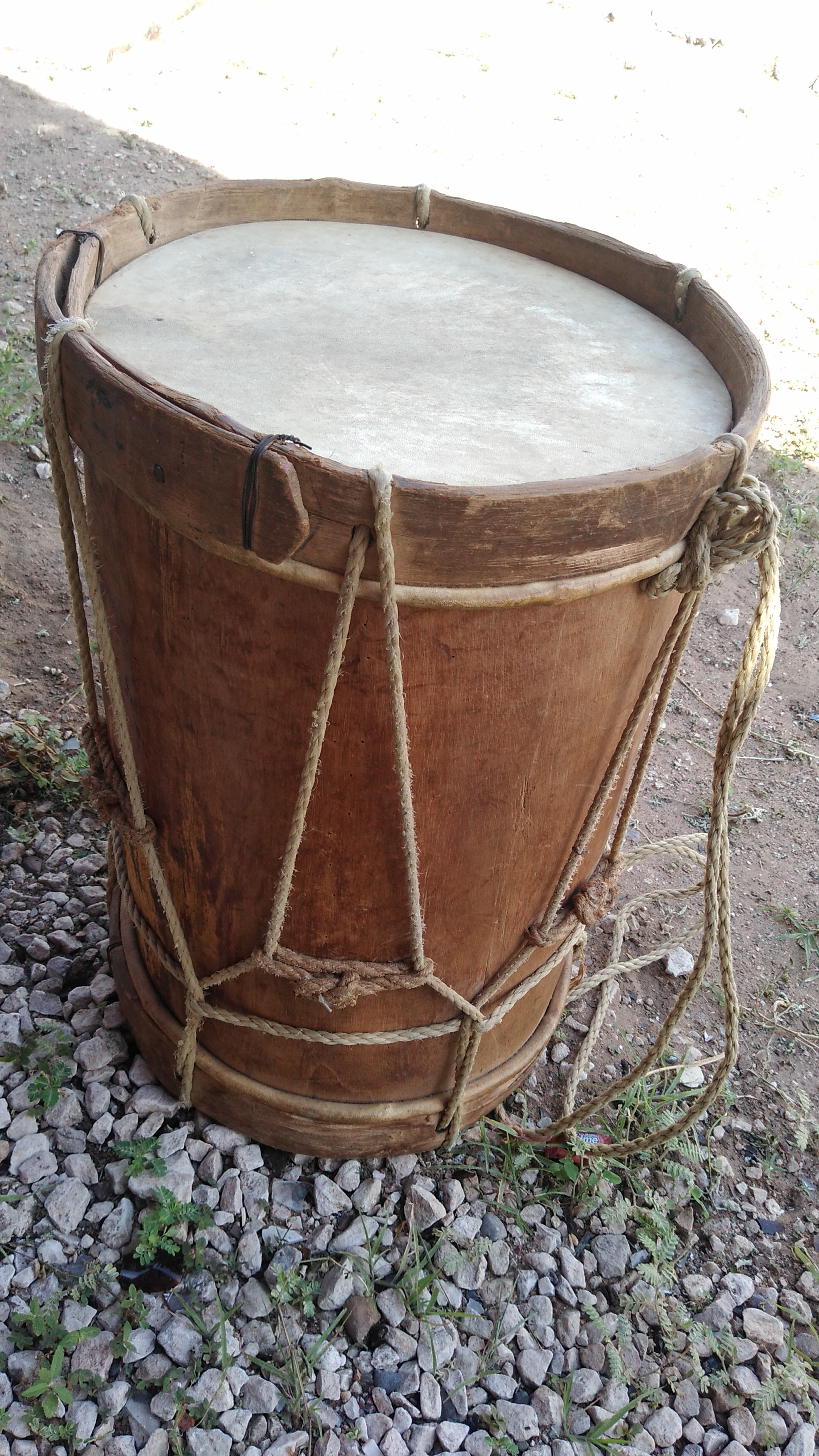
Гречка з вершковим маслом, зварена на молоці

Ка́ша — страва з розварених у воді, бульйоні чи молоці зерен або крупи злаків, рідше — бобових, іноді з такими додатками, як сіль, цукор, приправи, мед, свіжі та сушені фрукти, варення.
Каша — одна з найдавніших страв.

## Крупи для каші
В Україні крупу виготовляли з пшона, гречки, ячменю, пшениці, вівса, кукурудзи, пізніше рису. Товчені зерна відокремлювали від полови, одержуючи чисту крупу за допомогою шеретування у круподернях або товчення у ступах. При цьому крупа могла лишатися цілою або перетворювалася на дрібну січку. Крупи готували до варіння по-різному: ячмінь, пшоно, кукурудзу, пшеницю мили, гречку й овес підсмажували до золотавого кольору.
Каші з гречки й пшона були поширеними по всій території України, кукурудзяна — на південному заході та в Карпатах, вівсяна — у деяких районах Полісся й Західного Прикарпаття, ячна — також по всій території, але більшою мірою на Лівобережжі. Пшенична каша була менш популярною, оскільки пшеницю майже повністю переробляли на борошно. З початку XX ст. у селянському побуті з'явилася рисова крупа, але значного поширення вона набула лише у повоєнні роки. Найулюбленішою по всій Україні була все ж гречана каша: Гречана каша — то мати наша, а хлібець житній — то батько рідний.

## Класифікація каш за консистенцією
Консистенція каш залежить від співвідношення крупів і рідини.
За консистенцією каші діляться на:
- розсипчасті;
- в'язкі;
- рідкі.

Для розсипчастих каш крупів і води брали приблизно у такій пропорції: гречки — 1:2; пшона-- 1:2,5; пшениці — 1:3 тощо. Перед тим, як саджати у піч, кашу солили. Старовинний спосіб приготування смачної розсипчастої гречаної каші рекомендував смажити крупи у невеликій кількості смальцю, а опісля варити, як звичайно. Каша пріла у печі досить довго. Це була повсякденна обідня страва, друга після борщу. Готували кашу й на сніданок, і на вечерю. Круту кашу присмачували смальцем, олією, маслом, молоком, запивали кисляком. Пшоняну або кукурудзяну кашу, запечену з молоком, цукром та яйцями, готували на родинні урочистості.

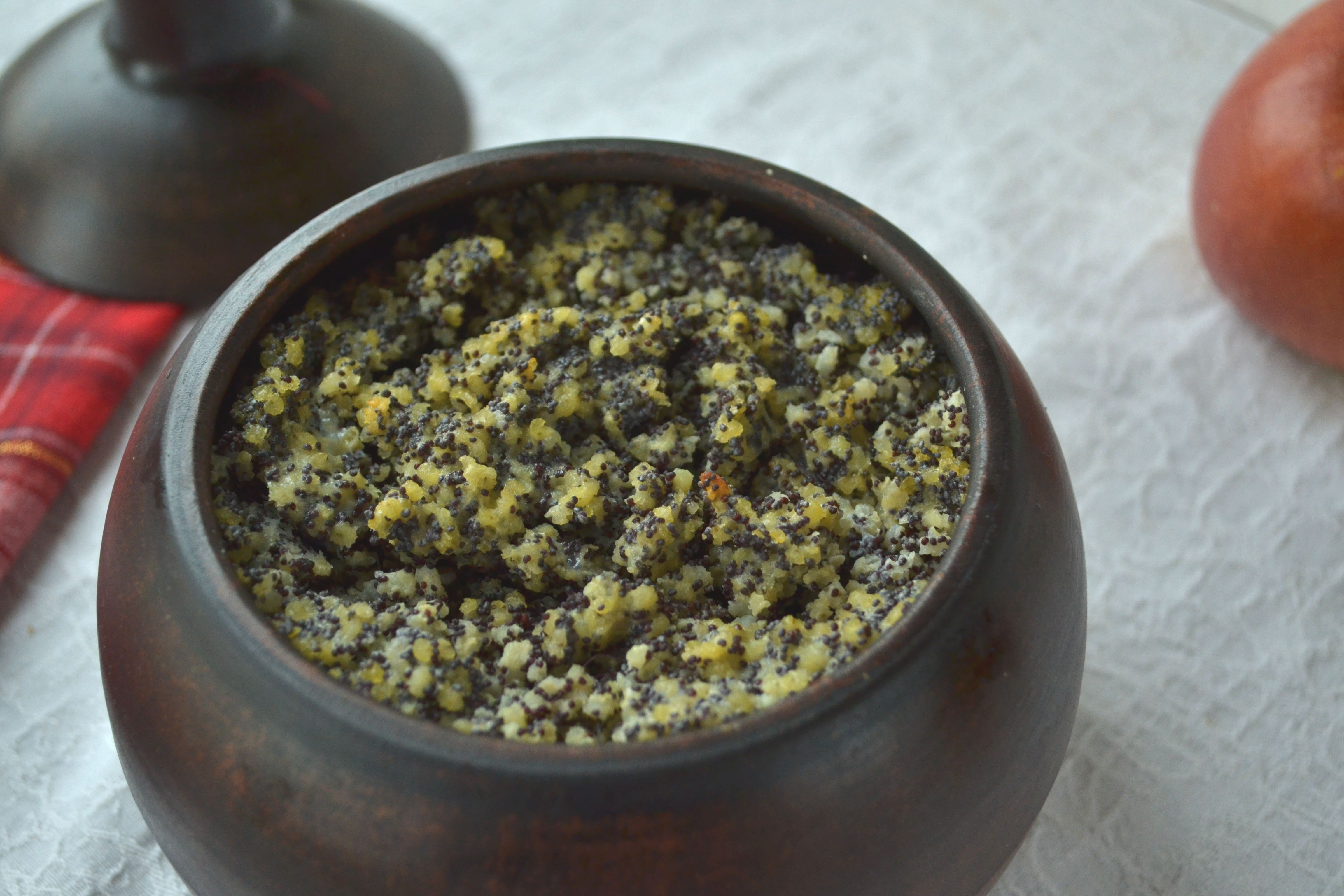
Каша зозуля

В'язкі каші мають густу консистенцію. Крупинки в таких кашах є добре розварені. Такі каші варять за загальними правилами на воді, молоці або на суміші молока з водою з усіх видів крупів, але доцільніше використовувати подрібнені, оскільки вони краще розварюються і швидше набухають. На молоці варять солодкі каші. У них можна додавати родзинки, курагу, чорнослив. Подають із маслом вершковим, а зварені на воді — з жиром.
Рідкі каші готують з усіх видів крупів на молоці або на суміші молока і води (60 % молока і 40 % води), або на воді. Рідкими вважають каші, вихід яких становить 5–6 кг із 1 кг крупів. Готують їх так само, як і в'язкі, але використовують більше рідини.
Подають гарячими з вершковим або з топленим маслом, цукром, джемом, повидлом, медом (20–З0 г на порцію), корицею, якою посипають кашу (0,5 г на порцію).
Рідку кашу (розмазню) варили для дітей, хворих або у ті весняні дні, коли кінчалися запаси продуктів. Для підвищення калорійності її готували на молоці, сироватці, маслянці. З цих же крупів готували й зовсім рідкі страви — круп'яні юшки.

## Загальні правила варіння каш

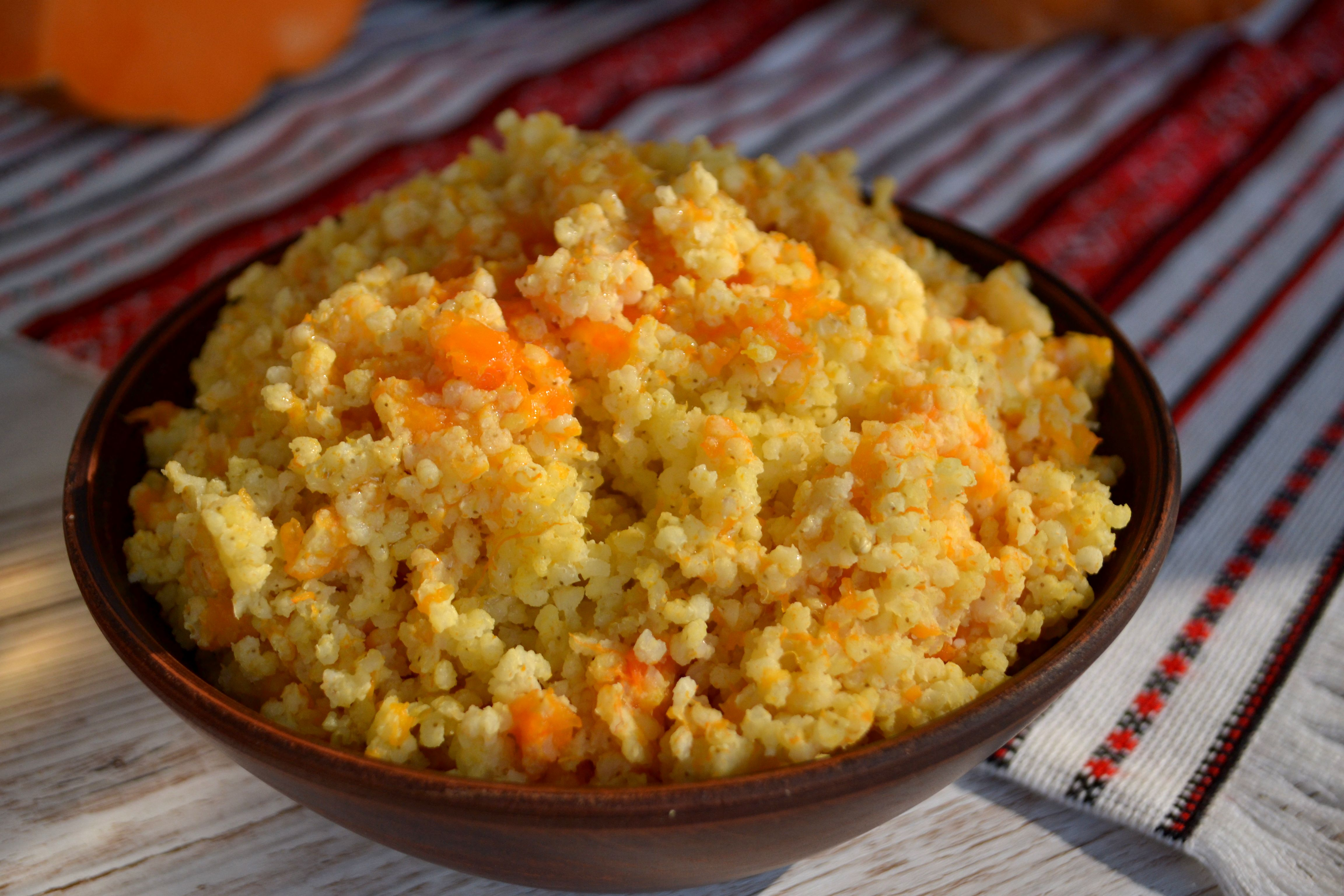
Гарбузова каша

- Гарбузова кашаДля варіння каш рекомендується використовувати посуд із товстим дном (4–5 см), об'єм якого попередньо виміряно.
- Для каші з крупів, які перед варінням промивають, рідини беруть на 10–12 % менше, оскільки частина води залишається в крупах.
- Співвідношення рідини і крупів залежить від виду каші, крупи, способу попередньої обробки їх (промиті, підсмажені, підсушені).
- Сіль і цукор кладуть у казан із рідиною до засипання крупи з розрахунку на 1 кг крупи для розсипчастих каш, які готують на воді або на бульйоні, — по 10 г, для рідких молочних солодких — по 5 г.
- Для поліпшення смаку і зовнішнього вигляду розсипчастих каш перед засипанням крупи кладуть жир від 50 до 100 г на 1 кг крупів.
- Підготовлені крупи треба засипати у киплячу рідину. Промиті крупи мають бути теплими.
- У разі варіння молочної каші з пшона, рису, перлових круп їх попередньо варять у киплячій воді, взятій за нормою до розм'якшення (10–30 хв), оскільки вони погано розварюються у молоці, потім вливають гаряче молоко і варять до готовності.
- Якщо варять кашу з квасолі, бобів, сої тощо, крупи попередньо замочують у воді на декілька годин оскільки вони дуже тверді.